# Svobodná spolková republika Kraví hora

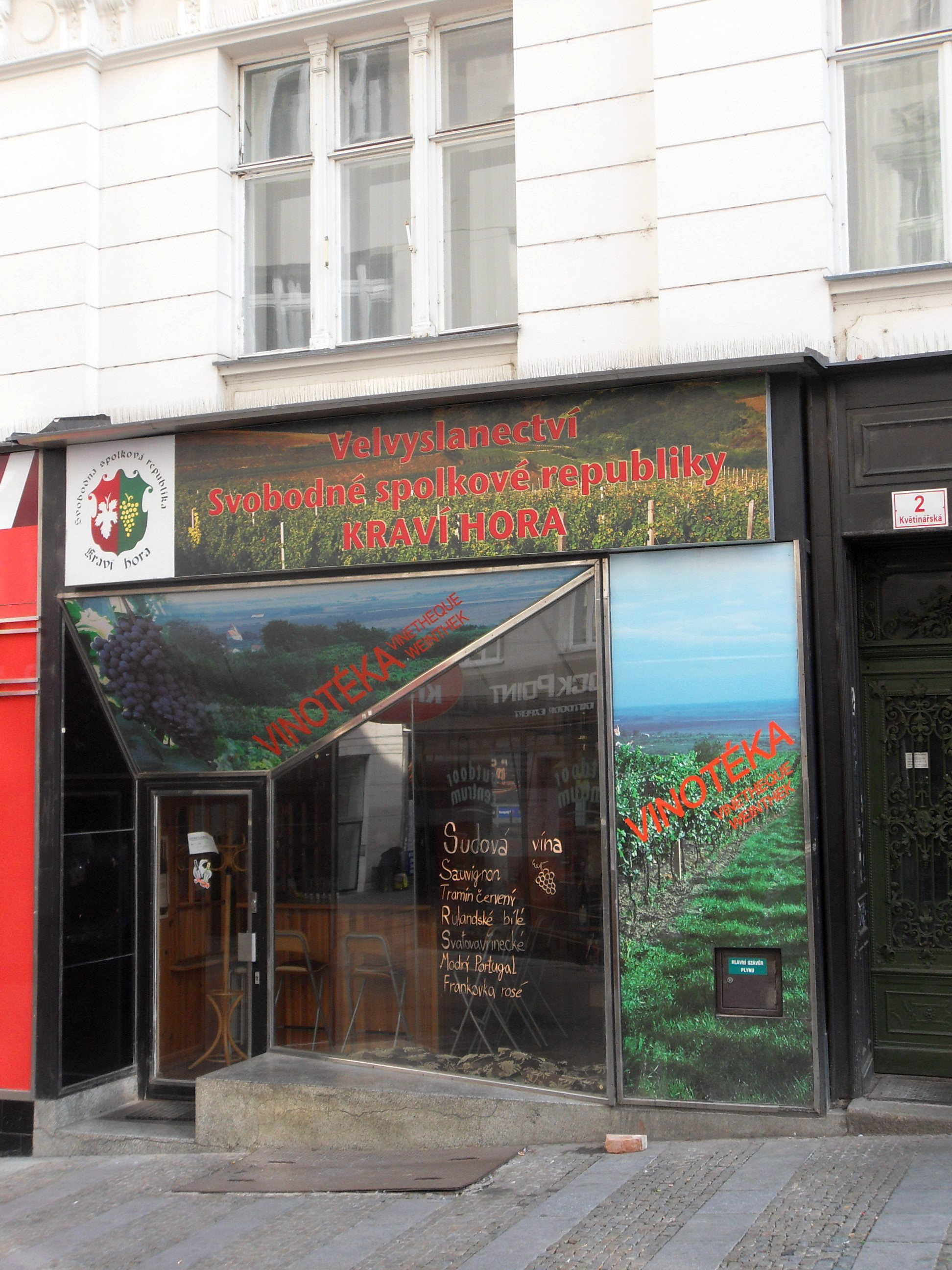
Velvyslanectví Svobodné spolkové republiky Kraví hora v Brně

Svobodná spolková republika Kraví hora je recesistický mikrostát založený v obci Bořetice v okrese Břeclav.

## Historie
Zakladatel republiky tvrdí, že první myšlenky na založení státu měl už v 80. letech 20. století, ale až v roce 2000 došlo k jejich uskutečnění. Dne 12. listopadu 2000 byli zároveň s volbami do Senátu a krajských zastupitelstev také zvoleni představitelé státu. Zároveň také došlo k vyhlášení republiky. Zároveň byly také vydány pasy, poštovní známky a různé propagační letáky.

## Uspořádání
Spolková republika se skládá ze tří částí – Zahraničí (za hranicí katastrálního území Bořetice), Hliníky a Kraví hora. Ta je z nich největší. Oproti tomu ústava republiky udává jako části federativní republiky Hliníky, Horní a Dolní freid a Zahraničí.

## Státní symboly
Měnou je jeden Kravihorec, jenž má hodnotu jednoho eura. Kryje jej víno pokladu republiky. Hymna byla představena dne 26. května 2001, nese název Bořetické Kraví hory a slavnostně ji toho dne zahrála kapela Túfaranka ze Šakvic. Dne 18. dubna 2001 bylo republice údajně podvýborem pro heraldiku a vexilologii Poslanecké sněmovny Parlamentu ČR uděleno právo užívat znak a prapor.[zdroj?]

## Recesistické akce

### Antireferendum
Antireferendum se odehrálo 22. února 2002 na náměstí Svobody v Brně proti referendu Korutanského hejtmana. Průvod vyšel ve 2 hodiny 22 minut 22 sekund odpoledne z Rašínovy ulice za doprovodu Kravihorské dechovky Vonička. Demonstranti žádali zastavení Vídeňského obřího kola v Prátru, protože žene na vinice mráz. Antireferendum reagovalo na rakouské referendum o jaderné elektrárně Temelín.

### Referendum o přistoupení k Evropské unii
Tato akce se odehrála v roce 2003 při referendu o vstoupení ČR do EU. Hlasování probíhalo v kulturním domě a hlasovací lístek se označil otiskem palce namočeným do vína odrůdy „Bago“. Většina hlasů rozhodla o přistoupení státu k EU, budou-li je chtít.

## Konzuláty
Republika má 4 konzuláty. První je v Rychnově nad Kněžnou, druhý v Brně-Medlánkách. Třetí byl otevřen v Rakovníku a slouží pro severozápadní Čechy. Čtvrtý konzulát se nachází v Modre na Slovensku.

## Letiště
Už v roce 2006 byl v Bořeticích založen letecký klub s názvem Nad krajem André, ale dosud zde chybělo letiště. To se změnilo 30. května 2009, kdy byla v blízkosti obce otevřena 500 metrů dlouhá a 35 metrů široká vzletová a přistávací dráha. Ta je určena především pro ultralehká letadla a záchranářské vrtulníky.

## Moravská asociace týlové obrany
Moravská asociace týlové obrany (MATO) – neoficiálně Maso-alkohol-turistika-obžerství – je recesistické seskupení, vzniklé 15. ledna 2003 na konzulátě v Brně-Medlánkách. Jedná se o obranný pakt mezi různými recesistickými státy na území České republiky (především Moravy), slouží ke vzájemné spolupráci a propagaci. Mezi jednotlivými členy jsou uzavírány smlouvy o "Přátelství, spolupráci a neútočení na věčné časy a ani o minutu déle". Členy jsou Svobodná spolková republika Kraví hora, Valašské království a Lašské markrabství.

## Spřátelené státy
- Česká republika
- Valašské království
- Knížectví Tři Grácie
- Lašské markrabství

## Pamětihodnosti
- Rozhledna nad Kraví horou
- Boží muka nad Kraví horou

## Galerie

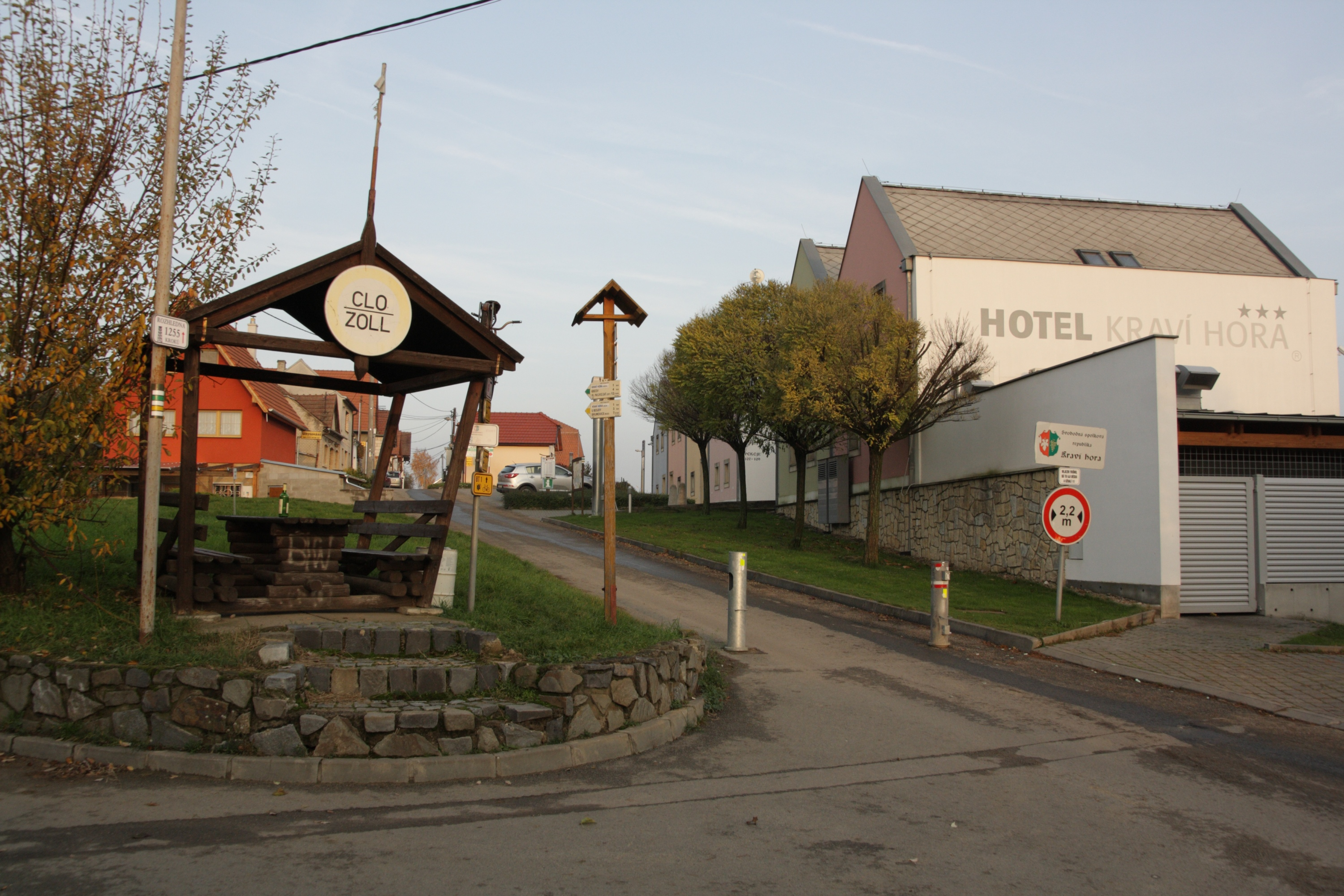
celnice
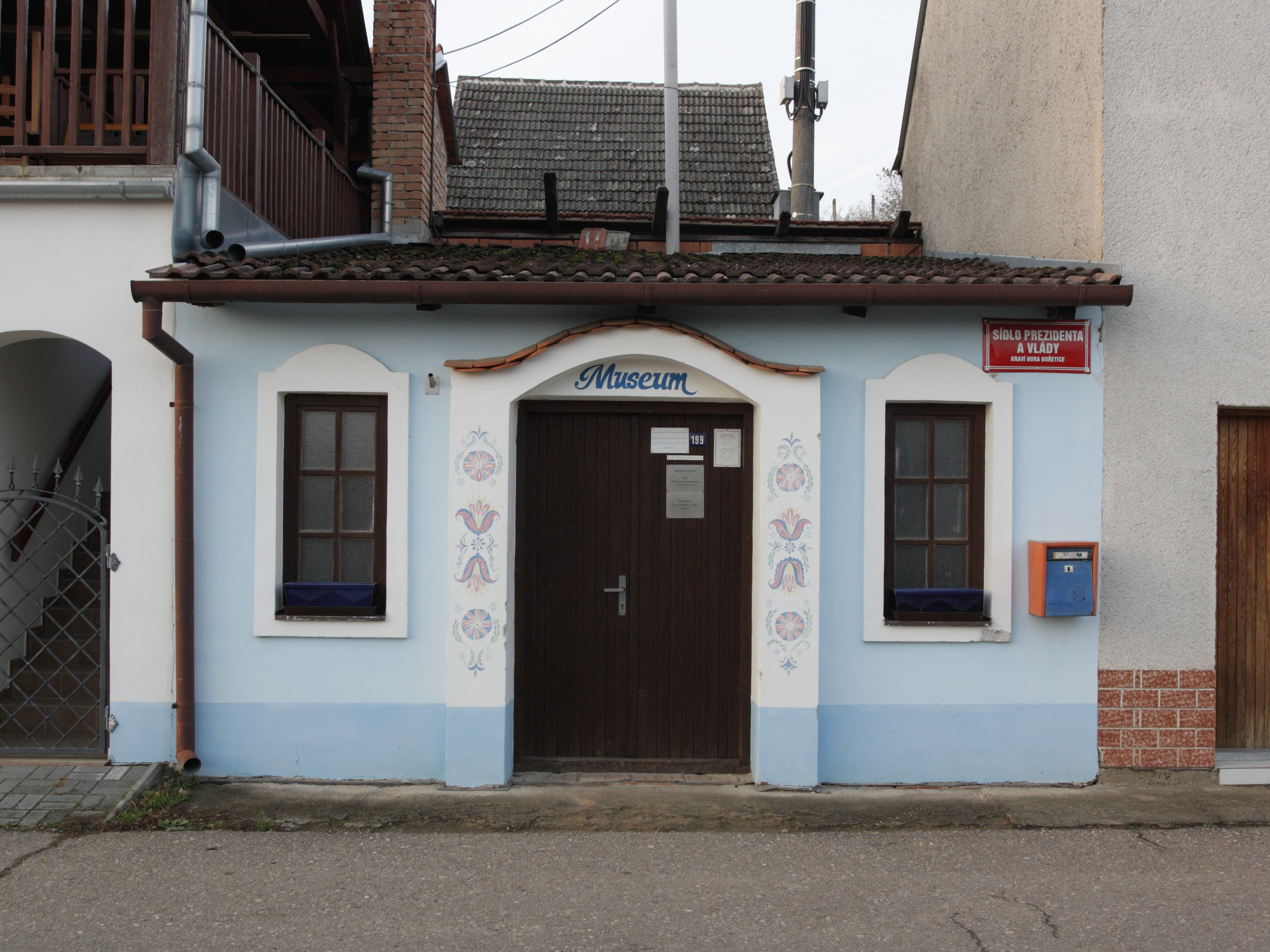
sídlo prezidenta a vlády
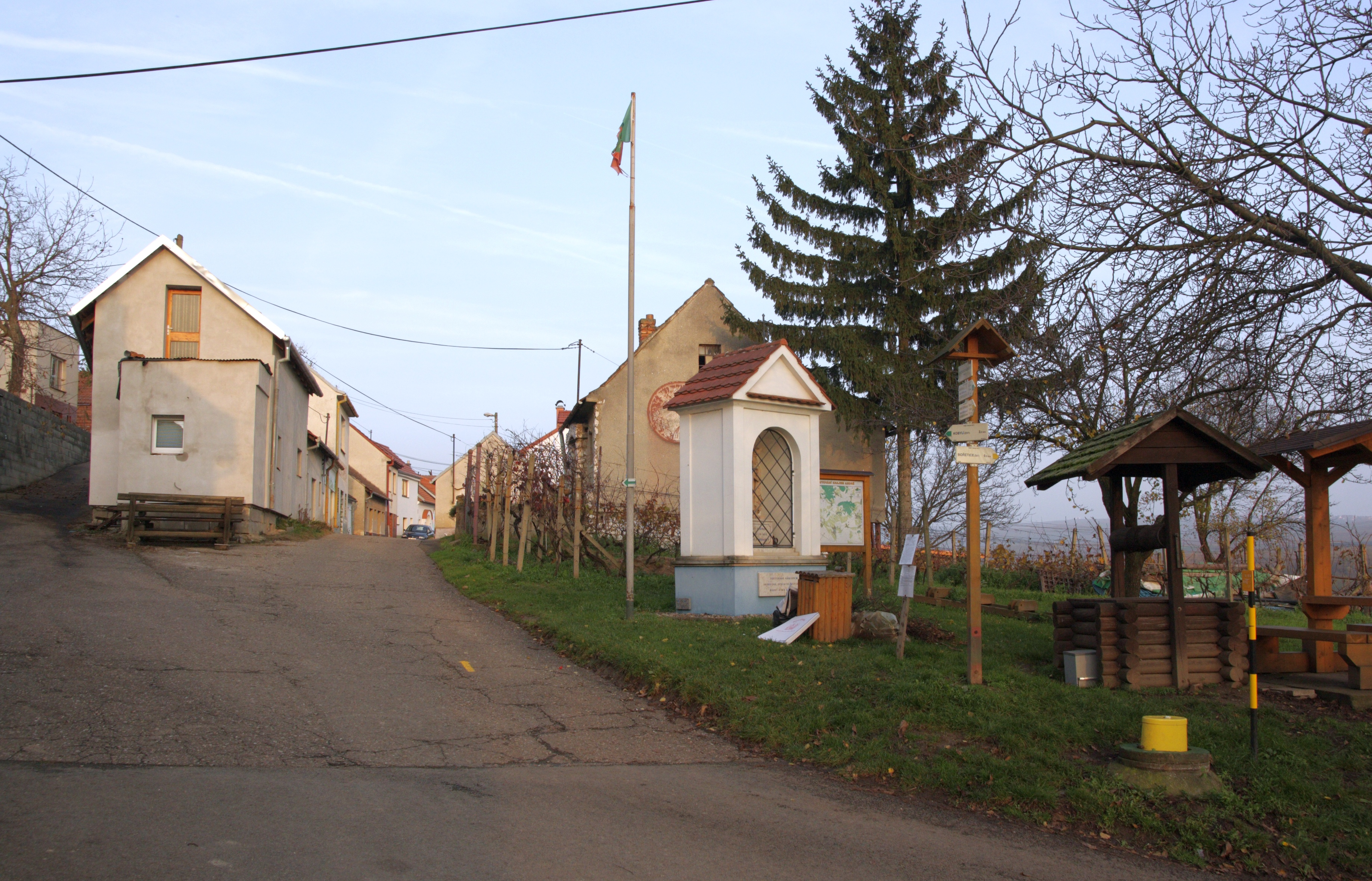
Vinckovo náměstí
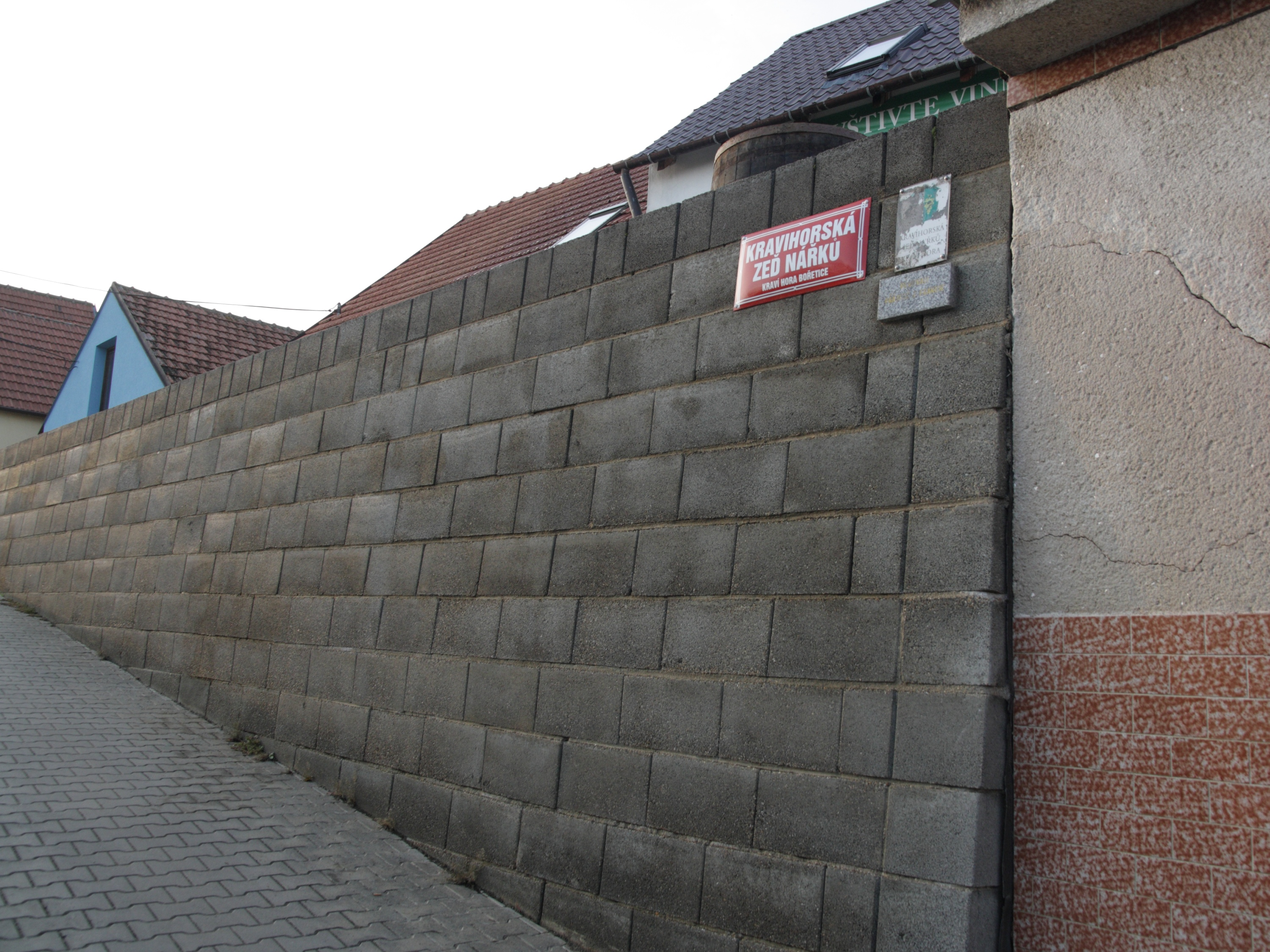
zeď nářků
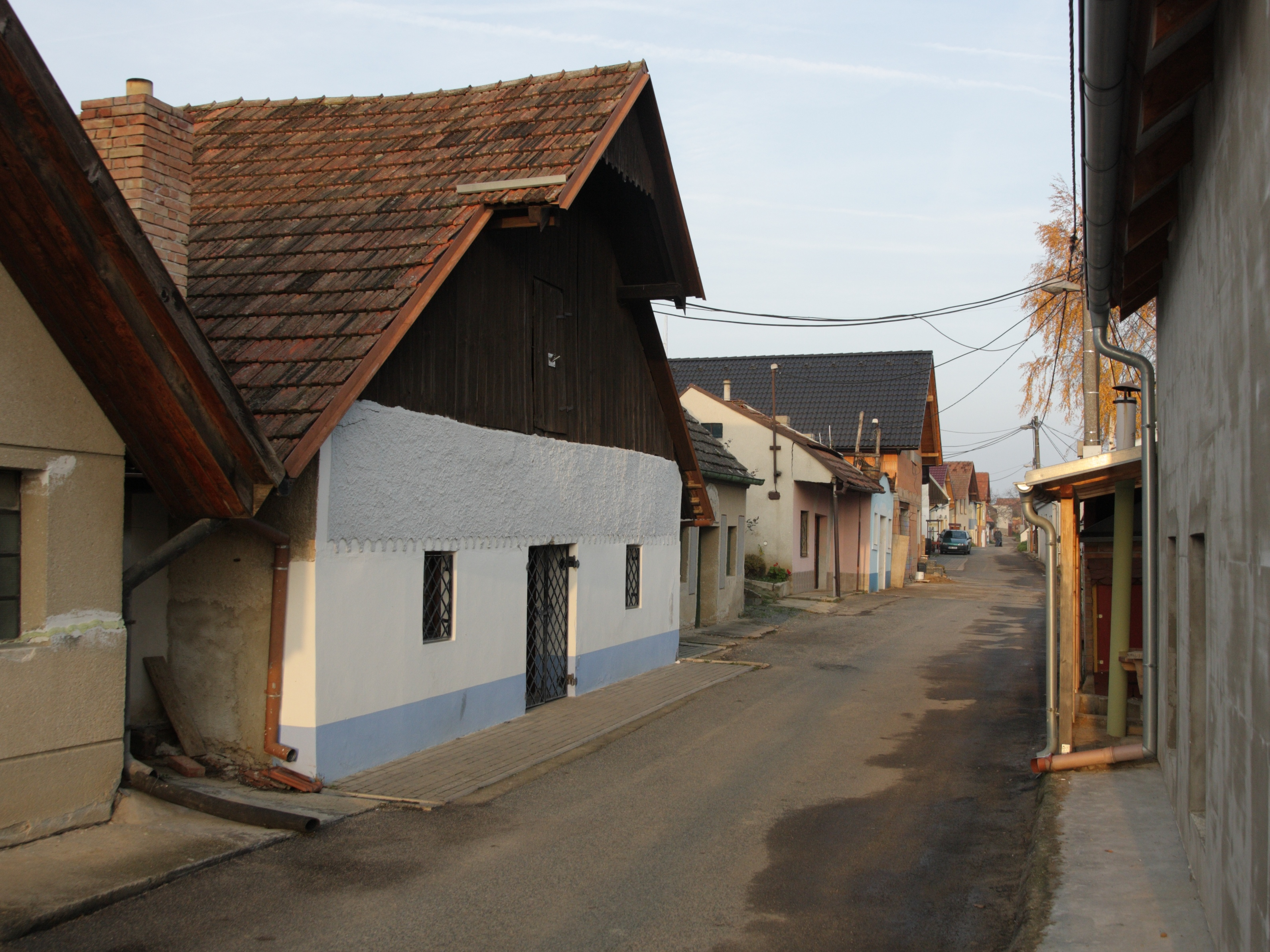
vinné sklepy